# Зажече (Олькуський повіт)
Зажече (пол. Zarzecze) — село в Польщі, у гміні Вольбром Олькуського повіту Малопольського воєводства.
Населення — 1226 осіб (2011).
У 1975-1998 роках село належало до Катовицького воєводства.

## Демографія
Демографічна структура станом на 31 березня 2011 року:
|          | Загалом | Допрацездатний вік | Працездатний вік | Постпрацездатний вік |
| -------- | ------- | ------------------ | ---------------- | -------------------- |
| Чоловіки | 610     | 124                | 430              | 56                   |
| Жінки    | 616     | 121                | 365              | 130                  |
| Разом    | 1226    | 245                | 795              | 186                  |